# Jardines del Castillo Trauttmansdorff

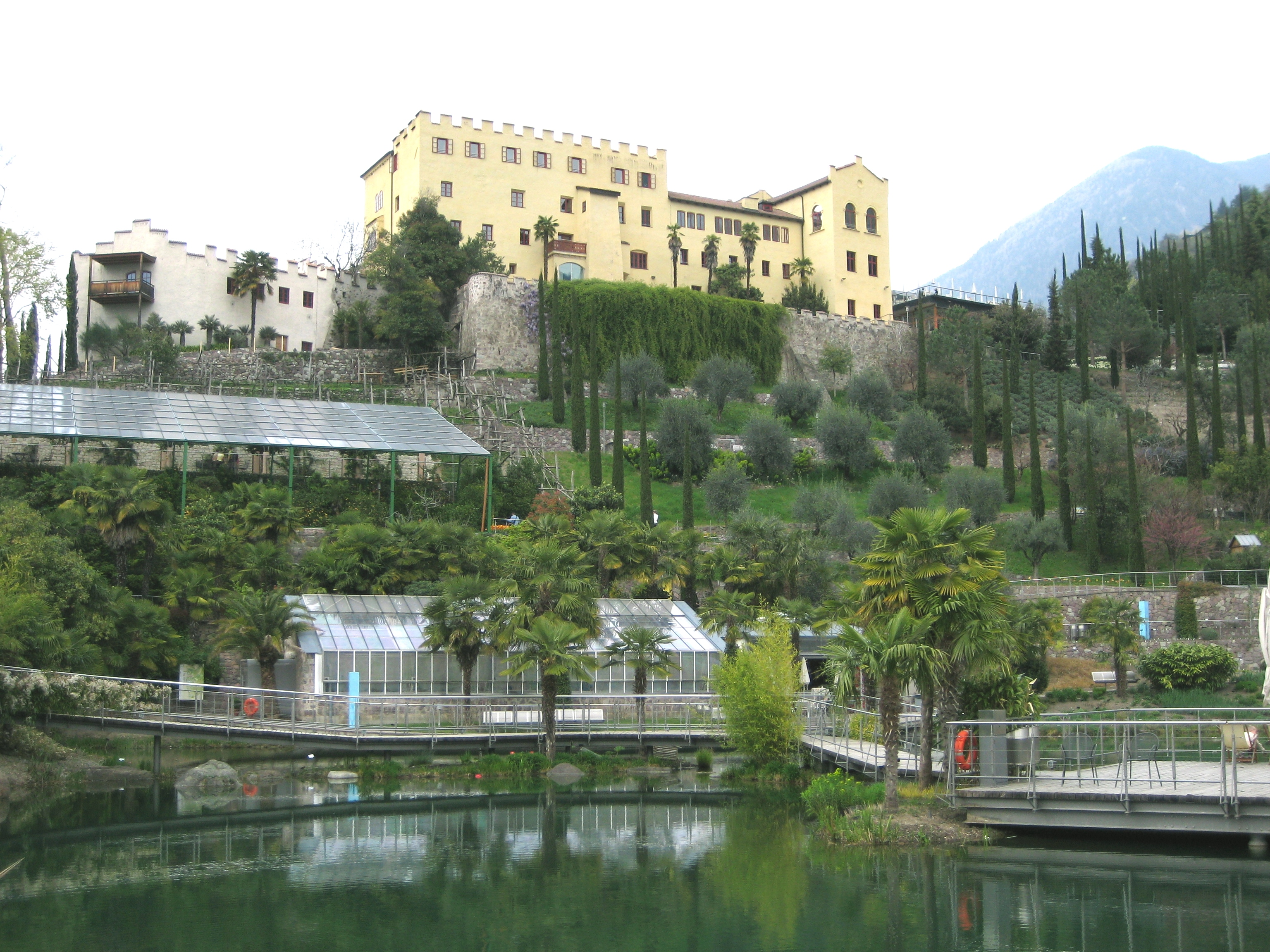
El castillo y los jardines de Trauttmansdorff.

El Jardines del Castillo Trauttmansdorff (en italiano: Touriseum e giardini di castel Trauttmansdorff, en alemán: Gärten von Schloss Trauttmansdorff) es un jardín botánico de 12 hectáreas ( 30 acres) de extensión, donde además se ubica el Touriseum è il Museo provinciale del Turismo (en alemán Südtiroler Landesmuseum für Tourismusen), en Merano, Italia. El jardín botánico es miembro del BGCI, siendo su código de reconocimiento internacional como institución botánica, así como las siglas de su herbario TRAU.

## Localización
Die Gärten von Schloss Trauttmansdorff/I Giardini di Castel Trauttmansdorff St. Valentin Str. 51a Via San Valentino Merano, Provincia de Bolzano, Trentino-Alto Adige, Italia.39°37′0″N 11°11′8″E / 39.61667, 11.18556
Está abierto todos los días en los meses cálidos del año. Se cobra una tarifa de entrada.

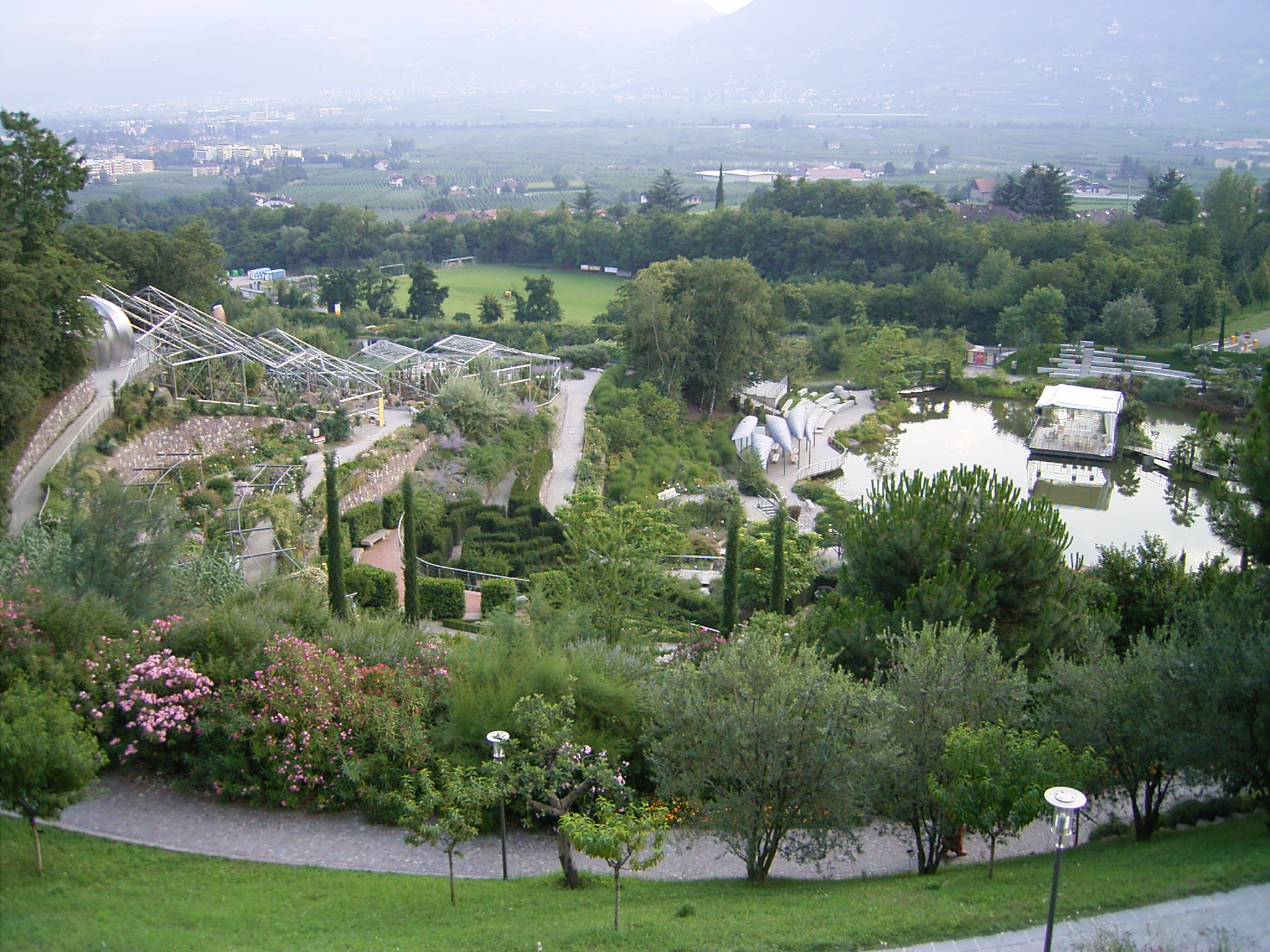
Vista de los jardines.

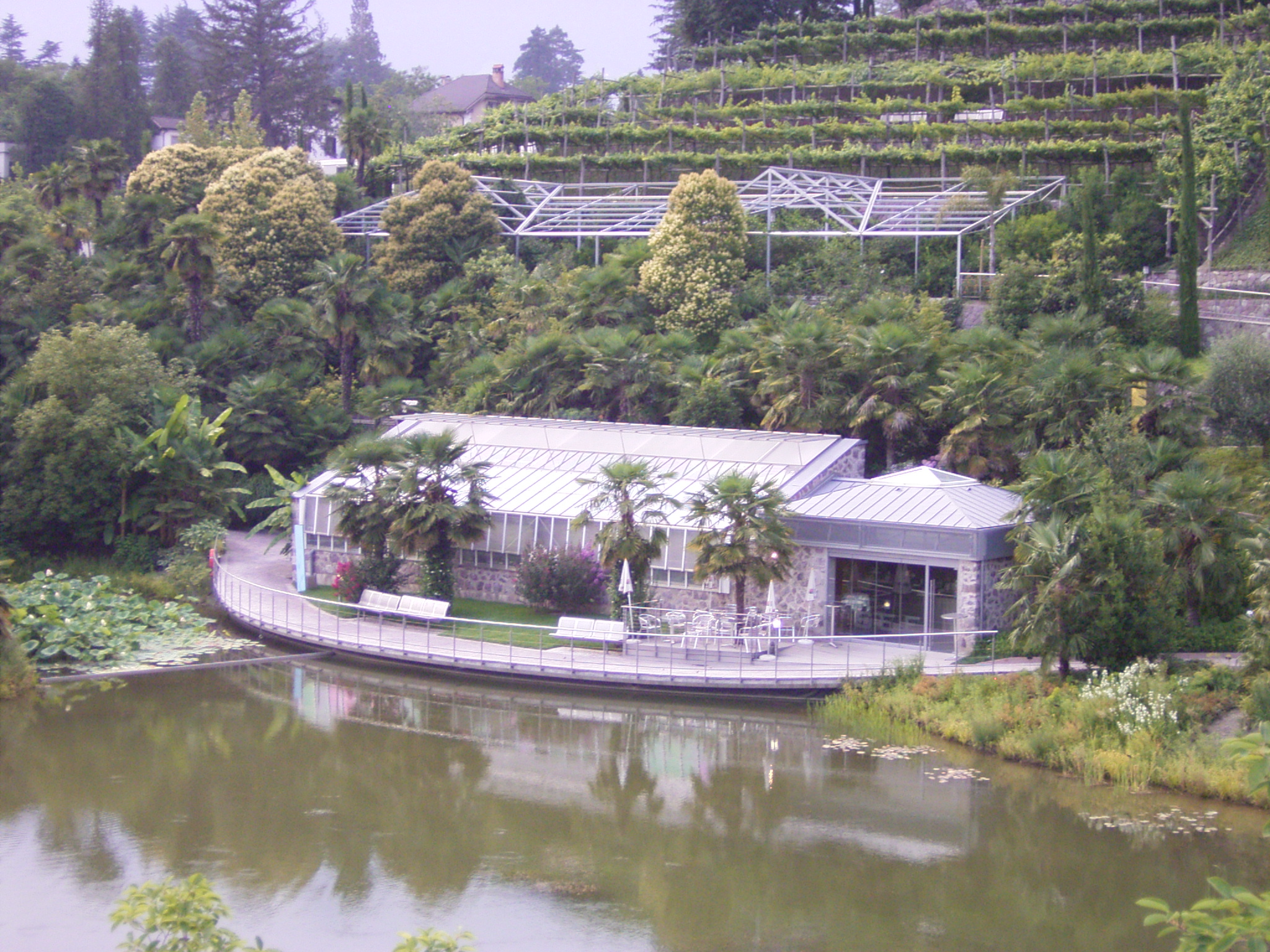
Pabellón de las orquídeas.

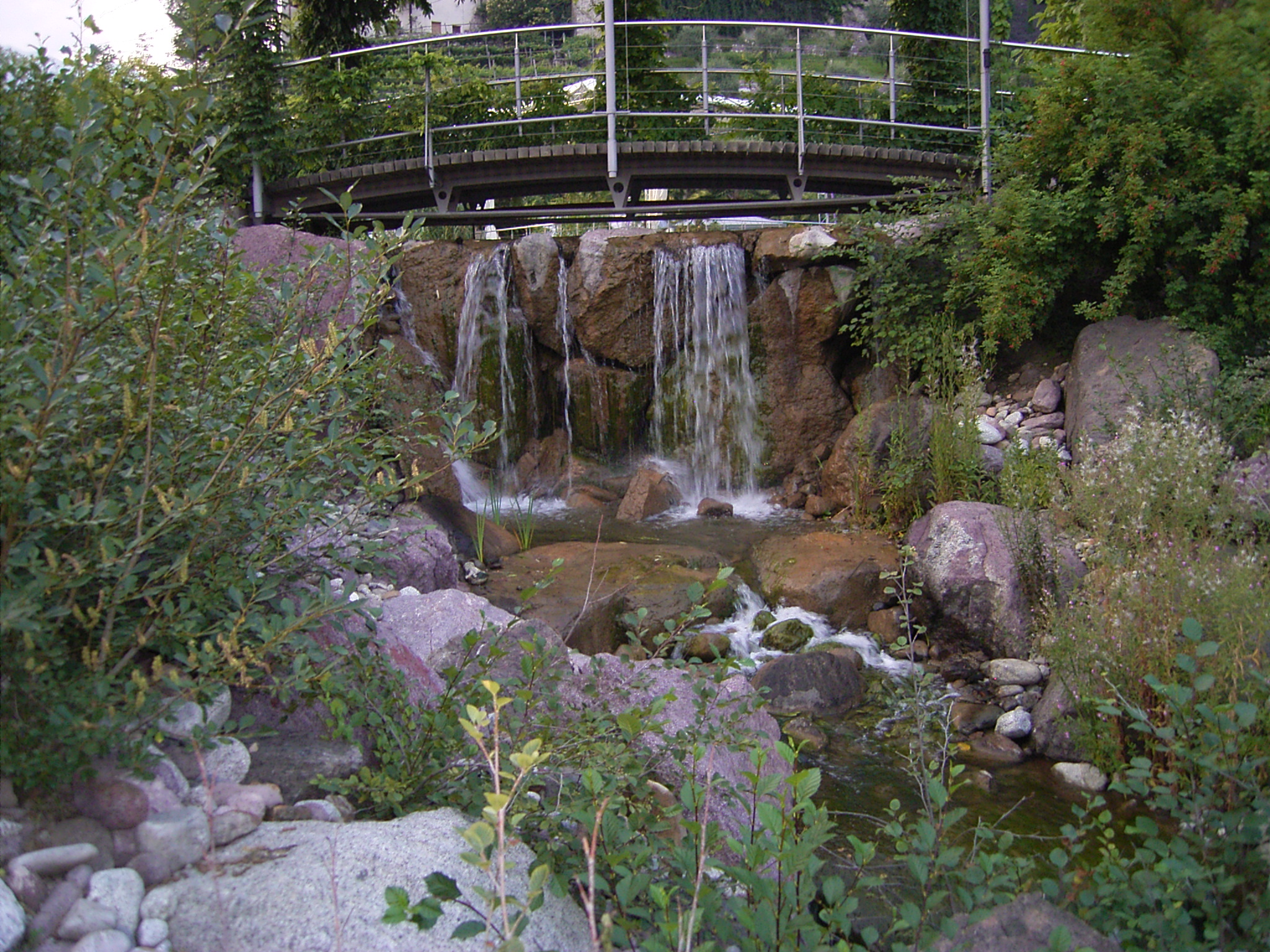
Cascada.

## Historia
Los jardines fueron creados en 1850, por el conde  Trauttmansdorff durante la restauración del castillo.
La administración provincial compró Trauttmansdorff en el año 1990, en esos momentos casi en ruinas. Después de largos trabajos de restauración: en el año 2001 se inauguraba el "Jardín Botánico" y en el 2003 el " Touriseum" (museo turístico, en el que repartidas en varias salas, explica la historia del turismo en el Tirol del Sur. A través de los pasillos se hace un recorrido en el tiempo con los objetos expuestos, que comienza en el año 1765 y termina en el 2000.) 
El museo de turista y el jardín botánico acogen a unos 270.000 visitantes por temporada, el 67% de los cuales proceden de Alemania (el resto en su mayoría de Italia ).

## Colecciones
Actualmente alberga unos 80 jardines de plantas tanto exóticas como locales, organizadas por sus regiones de origen, incluyendo paisajes típicos del Sur del Tirol. Entre los jardines más destacados:
- Bosques del mundo - coníferas y árboles de hoja caduca procedentes de las Américas y de Asia.

- Bancal de la adelfa - unas adelfas, y un  olivo centenario, etc.

- Jardines soleados - en estos se cultivan plantas de la cuenca del  Mediterráneo, incluyendo ciprés, higueras, parras, lavanda, y el olivar más al norte de Italia.

- Jardines de plantas acuáticas y terrazas - con una variedad de jardines , incluyendo un jardín italiano, jardín inglés, y jardín de los sentidos.

- Un espécimen de Wollemia nobilis

Los jardines también albergan culebras de esculapio en su ambiente natural, cortesía del Zoo Alpino de Innsbruck, un aviario, un bosque de ribera japonés, terrazas de cultivo de arroz, y plantaciones de té.